# 吴瞻泰
吴瞻泰（?—?），字东岩，安徽歙县人，清朝詩人。
吳苑次子，其弟吴瞻淇為進士出身。瞻泰少時留心经术，舉孝廉方正，曾游普陀山，吟赋《登梅岑》诗，並在炼丹洞提字曰“灵佑洞”。著有《古今体诗》、《杜诗提要》、《陶诗汇注》等。